# Lago Čudz'javr
Il lago Čudz'javr (russo: Чудзьявр) è un lago nella parte centrale della penisola di Kola, nella Russia europea. Si trova nel territorio dell'oblast' di Murmansk. Appartiene al bacino del mare di Barents.
Il lago è situato a un'altitudine di 192 m. Ha una superficie di 57,8 km². Emissario è il fiume Čudz'jok (lungo 33 km), che sfocia nella Voron'ja. Immissario il Čevčes"javrjok.